# Paracoccus carotinifaciens
| Paracoccus carotinifaciens | Paracoccus carotinifaciens |
| Clasificación científica   | Clasificación científica   |
| -------------------------- | -------------------------- |
| Dominio                    | Bacteria                   |
| Filo                       | Pseudomonadota             |
| Clase                      | Alphaproteobacteria        |
| Orden                      | Rhodobacterales            |
| Familia                    | Rhodobacteraceae           |
| Género                     | Paracoccus                 |
| Especie                    | Paracoccus carotinifciens  |

Paracoccus carotinifaciens es una bacteria aeróbica gram-negativa que pertenece a la clase de las proteobacterias. Este microorganismo se encuentra naturalmente en diversos hábitats como los suelos acuáticos. Genera una amplia gama de carotenoides del grupo de las xantofilas .
Esta especie fue identificada en 1999 en Japón y admitida como Paracoccus carotinifaciens por el Comité Internacional de Sistemática Procariota.

## Características
Paracoccus carotinifaciens contiene varios carotenoides, como astaxantina, adonirubina y adonixantina. La astaxantina en Paracoccus carotinifaciens se encuentra en una forma libre sin modificación terminal y presenta predominantemente una configuración isomérica "3S, 3'S", similar a la astaxantina que se encuentra en el salmón o en la trucha salvaje.

## Aplicaciones
Se desarrolló una cepa seleccionada de Paracoccus carotinifaciens, con mayor concentración de carotenoides que la silvestre, mediante métodos de selección convencionales sin ingeniería genética . El pigmento derivado de esta cepa está autorizado para su uso en la alimentación animal de acuicultura (salmón, trucha, dorada, camarón) y para aves (gallinas ponedoras y pollos de engorde).
Según la normativa europea para la producción ecológica, Paracoccus carotinifaciens está aceptado como una fuente natural de pigmento para la acuicultura de salmónidos (salmón y trucha).